# Pitadava minor
Pitadava minor är en insektsart som beskrevs av Irena Dworakowska 1995. Pitadava minor ingår i släktet Pitadava och familjen dvärgstritar. Inga underarter finns listade i Catalogue of Life.